# Horušice
Horušice (en allemand : Horusitz) est une commune du district de Kutná Hora, dans la région de Bohême-Centrale, en République tchèque. Sa population s'élevait à 176 habitants en 2020.

## Géographie
Horušice se trouve à 4,5 km au sud-sud-est de Chvaletice, à 13 km au nord-est de Kutná Hora et à 73 km à l'est-sud-est de Prague.
La commune est limitée par Bernardov et Chvaletice au nord, par Zdechovice et Morašice à l'est, par Litošice et Horka I au sud, par Rohozec au sud-ouest, et par Svatý Mikuláš à l'ouest et au nord-ouest.

## Histoire
La première mention écrite de la localité date de 1369.

## Transports
Par la route, Horušice se trouve à 5 km de Chvaletice, à 17 km de Kutná Hora et à 90 km de Prague.